# 왓? (영화)
왓?(영어: What?)은 독일(구 서독)에서 제작된 로만 폴란스키 감독의 1973년 코미디 영화이다. 마르첼로 마스트로야니 등이 주연으로 출연하였고 카를로 폰티 등이 제작에 참여하였다.

## 출연

### 주연
- 마르첼로 마스트로야니
- 시드니 롬

### 조연
- 휴 그리피스
- 헨닝 슈루터
- 모겐스 본 가도우

## 제작진
- 미술: 오렐리오 크루그놀라